# TSV Schilksee
Der TSV Schilksee (offiziell: Turn- und Sportverein Schilksee von 1947 e. V.) ist ein Sportverein aus dem Kieler Stadtteil Schilksee. Die erste Fußballmannschaft der Männer spielte in der Saison 2015/16 in der Regionalliga Nord. Die erste Fußballmannschaft der Frauen nahm zweimal am DFB-Pokal der Frauen teil.

## Geschichte
Der Verein wurde im Jahre 1947 gegründet. Neben Fußball bietet der TSV Schilksee die Sportarten Cheerleading, Gymnastik, Handball, Kinderleichtathletik, Kinderturnen, Krafttraining, Nordic Walking, Reiten, Radwandern, Schwimmen, Segeln, Tanzen, Tennis, Tischtennis, Trimm-Dich-Gruppe, Zumba und Sportabzeichen an.

### Männerfußball
Nach vielen Jahren auf lokaler Ebene erreichten die Männer des TSV Schilksee im Jahre 1992 nach zwei Aufstiegen in Folge die seinerzeit viertklassige Landesliga Nord. Nach vier Jahren Landesliga folgte der Abstieg in die Bezirksliga, ehe es 1998 wieder in die Landesliga hinaufging. Ein Jahr später wurde die Landesliga aufgelöst und der TSV spielte in der neuen Bezirksoberliga Ost weiter, aus der die Mannschaft prompt als Tabellenletzter abstieg. Im Jahre 2004 stürzte die Mannschaft in die Kreisliga und zwei Jahre später gar in die Kreisklasse A hinab. In den 2010er Jahren setzte eine sportliche Renaissance ein. Nach zwei Aufstiegen in Folge erreichte der TSV im Jahre 2011 die nunmehr Verbandsliga genannte zweithöchste Spielklasse Schleswig-Holsteins.
Dort wurde die Mannschaft auf Anhieb Vizemeister hinter dem TSV Altenholz und scheiterte in der Aufstiegsrunde der Verbandsligavizemeister nach einem 1:2 am SSC Hagen Ahrensburg. Ein Jahr später schafften die Schilkseer die Meisterschaft und stiegen in die Schleswig-Holstein-Liga auf, wo die Mannschaft auf Anhieb Meister wurde. Damit erreichte der TSV die Aufstiegsrunde zur Regionalliga Nord. Nach einem 2:1 gegen den Bremer SV reichte eine 2:3-Niederlage beim VfV 06 Hildesheim zum Aufstieg. Hinter dem sportlichen Aufschwung steht der Unternehmer Bodo Schild, der den Verein mit seinen finanziellen Zuwendungen unterstützt. Nach nur einer Saison erfolgte 2016 der Abstieg als Tabellenletzter. Drei Jahre später konnte der TSV die Saison 2018/19 nicht beenden und stieg aus der Oberliga ab. Für 2019/20 konnte keine Meldung abgegeben werden.
Auch die 2. Mannschaft war zwischenzeitlich auf Erfolgskurs gebracht worden und aus der Kreisklasse B in die Kreisklasse A und dann in die Kreisliga Kiel aufgestiegen. 2015 verpasste sie die Meisterschaft gegen Comet Kiel, 2016 lieferte sie sich ein Duell mit Rot-Schwarz Kiel. Ein „Gericht für besondere Fälle“ des SHFV urteilte nach mehreren Instanzen, dass Schilksee in die Verbandsliga Nord-Ost aufsteigen durfte.

### Frauenfußball
Die Fußballerinnen des TSV Schilksee gewannen in den Jahren 2002 und 2003 den SHFV-Pokal und qualifizierte sich beide Male für den DFB-Pokal. Dort gelang in der DFB-Pokalsaison in der ersten Runde ein 6:1-Sieg gegen die zweite Mannschaft des Hamburger SV, bevor der TSV in Runde zwei mit 2:5 am Bundesligisten WSV Wolfsburg scheiterte. Ein Jahr später schied der TSV in der ersten Runde nach einem 0:6 gegen den Bundesligisten FFC Brauweiler Pulheim aus.
Mit Kathrin Patzke brachte der TSV eine Bundesligaspielerin hervor, die darüber hinaus zweimal Torschützenkönig der 2. Bundesliga Nord wurde. Im Jahre 2004 bildete die Frauenfußballabteilung des TSV Schilksee zusammen mit der Spielgemeinschaft Wittenseer SV/TuS Felde die neue Frauenfußballabteilung von Holstein Kiel.

### Aktivitäten in weiteren Sportarten
Der TSV Schilksee ist Ausrichter des „Goldenen Optis“ und „Silbernen Optis“, einer der größten Ranglisten-Regatten für Optimisten.

## Persönlichkeiten
- Patrik Borger
- Alessandro Caruso
- Kathrin Patzke